# خورخي خوليو
خورخي خوليو (بالإسبانية: Jorge Julio) هو لاعب كرة قاعدة فنزويلي، ولد في 3 مارس 1979 في كاراكاس في فنزويلا.

## وصلات خارجية
- خورخي خوليو على موقع دوري كرة القاعدة الرئيسي (الإنجليزية)
- خورخي خوليو على موقعبيزبول رفرنس.كوم (الدوري الرئيسي) (الإنجليزية)
- خورخي خوليو على موقعبيزبول رفرنس.كوم (الدوري الثانوي) (الإنجليزية)
- خورخي خوليو على موقع إي إس بي إن.كوم (أم.أل.بي) (الإنجليزية)
- خورخي خوليو على موقع مشجعي الرسوم البيانية (الإنجليزية)